# Allóza
Allóza (allosa) je monosacharid ze skupiny aldóz a hexóz, všechny hydroxyly na chirálních uhlících ve Fischerově projekci jsou na stejné straně. Vyskytuje se vzácně, například jako součást 6-O-cinnamyl glykosidu v listech afrického keře Protea rubropilosa. Výtažky ze sladkovodní řasy Ochromas malhamensis také obsahovaly tento sacharid.
Jde o C3 epimer glukosy.